# Leucauge nigrotarsalis
Leucauge nigrotarsalis là một loài nhện trong họ Tetragnathidae.
Loài này thuộc chi Leucauge. Leucauge nigrotarsalis được miêu tả năm 1859 bởi Doleschall.